# Petrida
Petrida (mađ. Péterhida)je selo u južnoj Mađarskoj.
Zauzima površinu od 11,62 km četvorna.

## Zemljopisni položaj
Nalazi se na 46° 0' 24" sjeverne zemljopisne širine i 17° 21' 36" istočne zemljopisne dužine. Nalazi se 1,5 sjeverno i sjeverozapadno od granice s Republikom Hrvatskom i rijeke Drave. Na tom dijelu Republika Hrvatska prostire se preko današnjeg toka rijeke Drave, a granica ide starim meandriranim tokom koji je nekad bio sjevernije. 
Bojevo je 5 km, a Bobovec 2 km sjeverozapadno, Komluš je 2 km sjeveroistočno, Arača (Orač) je 5 km sjeverno-sjeveroistočno, Drávaszentes je 5 km istočno-jugoistočno, Alsógyörgös je 7 km, a Trnovec 9 km istočno, gradić Barča je 7 km jugoistočno. Mjesto Križnica u Hrvatskoj je 3 km južno, a Podravske Sesvete 11 km zapadno. 

## Upravna organizacija
Upravno pripada Barčanskoj mikroregiji u Šomođskoj županiji. Poštanski broj je 7582.

## Promet
7 km istočno je državna cestovna prometnica br. 68. Kroz selo prolazi željeznička pruga Velika Kaniža-Pečuh. U selu je željeznička postaja.

## Stanovništvo
Petrida ima 203 stanovnika (2001.). Skoro svi su Mađari.

## Vanjske poveznice
- (mađ.) [* Péterhida a Vendégvárón[neaktivna poveznica]
- Panoramio  Arhivirana inačica izvorne stranice od 11. listopada 2016. (Wayback Machine) Kurija u Petridi